# Batalla de Moutiers-les-Mauxfaits (24 de setembre 1794)

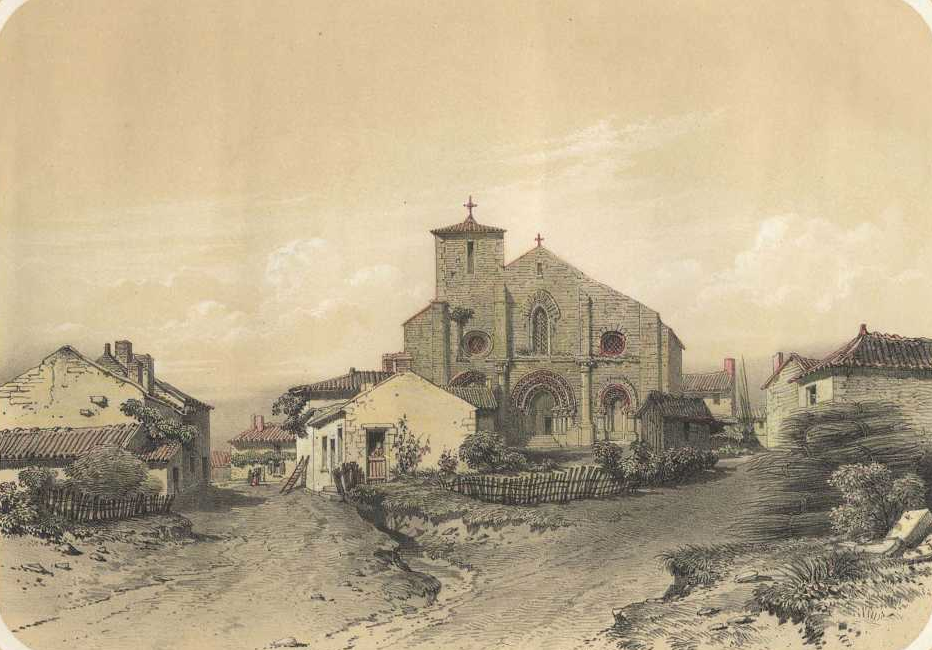
Vista de Moutiers-les-Mauxfaits per Thomas Drake

La batalla de Moutiers-les-Mauxfaits va tenir lloc el 24 de setembre de 1794, durant la Revolta de La Vendée.

## Preludi
Després de la seva victòria a la batalla de Fréligné, François de Charette va decidir dirigir les seves forces contra la ciutat patriòtica de Moutiers-les-Mauxfaits. Després es va incorporar a la divisió Tablier, comandada per Joseph Claude Saignard de Saint-Pal, un líder local de tarannà irascible que tenia relacions difícils amb Jean-Baptiste Joly i havia lluitat de manera desfavorable contra els republicans del seu país.

## Forces presents
El campament militar de Moutiers-les-Mauxfaits és poc fortificat, a diferència dels de Rouillère i Fréligné. Només es va instal·lar uns dies abans per protegir la retirada de cultius.
Segons el general republicà Michel de Beaupuy, {Nota, 1} el destacament responsable de la seva defensa només comptava amb 800 homes, mentre que els reialistes s'estimaven en 3.000 homes. L'armador sablhes Collinet, va informar al seu diari que 2.000 infants de la Vendée dirigits per Charette i Saint-Pal van ser vistos a La Chaize-le-Vicomte dos dies abans de l'atac.
Les tropes republicanes provenien del 4t batalló de voluntaris del Puy-de-Dôme, el 4t batalló de voluntaris de Vienne i el 5è batalló de voluntaris de Marne. La cavalleria està formada per destacaments dels 10è i 15è regiments de caçadors de cavalleria.

## Procés
El 24 de setembre, les forces de Charette i Saint-Pal van aparèixer davant Moutiers-les-Mauxfaits. Segons fonts reialistes, els Vendéans van atacar en una columna amb la cavalleria al seu flanc esquerre, mentre que els informes republicans afirmaven que es van presentar amb tres columnes.
Un destacament republicà va anar a trobar-se amb els Vendéans i va obrir foc, matant uns quants homes. Aleshores, una càrrega de cavalleria va fer que l'avantguarda reialista es retirés. Aleshores es va presentar el gruix de l'exèrcit de Charette. El destacament republicà va ser al seu torn carregat per la cavalleria de la Vendée i es va retirar.
Aviat adonant-se de la superioritat numèrica dels seus enemics, els republicans van abandonar la lluita i es van retirar en bon ordre. Es van retirar a Saint-Cyr-en-Talmondais, a dues llegües de distància.

## Pèrdues
Segons Pierre-Suzanne Lucas de La Championnière, {nota, 2} seguit de Le Bouvier-Desmortiers, només una seixantena de soldats republicans van aconseguir fugir. Tanmateix, aquesta valoració és contestada per l'historiador Lionel Dumarcet:
"Això equivaldria a dir que hi va haver 740 morts! Els informes republicans no aporten xifres, però de cap manera donen la impressió d'una matança com aquesta. La descripció resumida del combat per ambdós bàndols suggereix que es va limitar a uns quants morts".

## Conseqüències
Després de la lluita, Charette, havent constatat que les tropes de Saint-Pal lluitaven bé, va deduir que la seva manca d'èxit en els afers anteriors provenia d'un problema de comandament. Aleshores, Saint-Pal va ser destituït i substituït per Le Moëlle. Enfadat, Saint-Pal demana el consell de guerra, però Charette no li atorga la petició i el nomena al càrrec molt subordinat d'inspector de divisió.
Paral·lelament, Charette va confirmar a Couëtus com a segon general de l'exèrcit, però considerant que aquest últim era massa discret, li va treure el comandament de la divisió de Saint-Philbert-de-Grand-Lieu, que va lliurar a Hyacinthe Hervouët de La Robrie.
Charette va tornar llavors al seu quarter general a Belleville-sur-Vie amb el seu exèrcit.